# Athanas grimaldii
Athanas grimaldii is een garnalensoort uit de familie van de Alpheidae. De wetenschappelijke naam van de soort is voor het eerst geldig gepubliceerd in 1911 door Coutière.